# Entiat (Washington)
Entiat es una ciudad ubicada en el condado de Chelan en el estado estadounidense de Washington. En el año 2000 tenía una población de 957 habitantes y una densidad poblacional de 269,7 personas por km².

## Geografía
Entiat se encuentra ubicada en las coordenadas 47°40′40″N 120°12′47″O / 47.67778, -120.21306.

## Demografía
Según la Oficina del Censo en 2000 los ingresos medios por hogar en la localidad eran de $33.450, y los ingresos medios por familia eran $37.083. Los hombres tenían unos ingresos medios de $33.487 frente a los $21.324 para las mujeres. La renta per cápita para la localidad era de $13.529. Alrededor del 14,0% de la población estaban por debajo del umbral de pobreza.